# Evinayong
Evínayong (exómino español) o Evinayong (endómino) es una localidad ubicada en la parte central de Río Muni, Guinea Ecuatorial. Con una población de unos cinco mil habitantes, es la capital de la provincia Centro Sur. Se encuentra situada sobre una pequeña montaña y a los pies del monte Chime. En 1920, durante la colonización española y al igual que ocurrió con Valladolid de los Bimbiles (actual Añisok) por estar situada en el centro del país se pensó en ella como posible capital del país. Es conocida por su vida nocturna, por su mercado y por unas cataratas cercanas.